# Cimbáeth et Díthorba
Cimbáeth et Díthorba sont selon les légendes médiévales et la tradition pseudo-historique irlandaise des Ard ri Erenn.

## Règnes
Cimbáeth mac Fintan, Díthorba mac Deman et Áed Ruad mac Badarn, trois petits-fils d'Airgetmar, décident de régner alternativement chacun d’eux assumant la souveraineté de l'Irlande pendant une période de sept ans.
Áed Ruad meurt à la fin de son troisième règne en se noyant. Après lui Díthorba et Cimbáeth règnent une nouvelle fois 7 ans chacun à l'issue desquels Macha Mong Ruad la fille d'Áed Ruad exige de régner à la place de son père. Díthorba et Cimbáeth refusent et un combat s'ensuit dans lequel Díthorba est tué. Macha oblige les fils de Díthorba à lui bâtir un palais à Emain Macha. Elle épouse ensuite Cimbáeth et ils règnent conjointement pendant une période de 7 ans à la fin de laquelle Cimbáeth meurt de la peste et Macha devient alors la seule souveraine dont le nom est mentionné dans la liste des Ard ri Erenn d'Irlande.
Les sources différent sur le déroulement de la rotation des règnes. Les règnes Aéd et de Díthorba sont omis dans le Lebor Gabála Érenn - après que le précédent Ard ri Lugaid Laigdech, soit tué par Áed, un dinsenchas (récit d'étymologie topographique) racontant l'histoire de la fondation d'Emain Macha est interpolé. Puis, suit le règne de Cimbáeth, qui est réputé avoir succédé à Díthorba et règne 38 ans. Le « dinsenchas »  indique ensuite que chacun des trois cousins règne trois fois 7 ans.
Les Annales des quatre maîtres confirment ce fait   mais  Geoffrey Keating  leur attribue à chacun un seul  règne de 21 ans, sauf à Cimbáeth, qui ne règne que 20 ans.
Le Lebor Gabála Érenn synchronise le règne de Cimbáeth avec celui d'Alexandre le Grand (336–323 av. J.-C.). La chronologie de  Keating  Foras Feasa ar Éirinn attribue aux règnes successifs comme dates  530 à 469 av. J.-C. les Annales des quatre maîtres de  731-661 av. J.-C.

## Source
- (en) Cet article est partiellement ou en totalité issu de l’article de Wikipédia en anglais intitulé « Áed Rúad, Díthorba and Cimbáeth » (voir la liste des auteurs), édition du 31 mars 2012.